# New Ross (circonscription britannique)
New Ross est une circonscription électorale du Royaume-Uni de Grande-Bretagne et d'Irlande, de 1801 à 1885.